# Wyższa Szkoła Pedagogiczna w Rzeszowie
Wyższa Szkoła Pedagogiczna w Rzeszowie – uczelnia pedagogiczna i humanistyczna działająca od 1965 do 2001 w Rzeszowie. Powstała z inicjatywy pracowników Wyższej Szkoły Pedagogicznej w Krakowie. Jej spadkobiercą od 2001 jest Uniwersytet Rzeszowski.
Utworzona w 1965 Wyższa Szkoła Pedagogiczna (WSP) w Rzeszowie była drugą po Politechnice Rzeszowskiej samodzielną uczelnią na Rzeszowszczyźnie. Wcześniej przez dwa lata (od 1963) istniało w Rzeszowie Studium Terenowe Wydziałów Filologiczno-Historycznego i Matematyczno-Fizycznego WSP w Krakowie.
1 września 2001 na mocy ustawy uchwalonej przez Sejm Rzeczypospolitej Polskiej w dniu 7 czerwca 2001 roku, podpisanej przez Prezydenta RP 4 lipca 2001 roku, rozpoczął działalność Uniwersytet Rzeszowski, który powstał z trzech samodzielnych jednostek: Wyższej Szkoły Pedagogicznej w Rzeszowie, Filii Uniwersytetu Marii Curie-Skłodowskiej w Lublinie oraz Zamiejscowego Wydziału Ekonomii w Rzeszowie Akademii Rolniczej im. Hugona Kołłątaja w Krakowie.
Pracownicy uczelni założyli czasopismo Fraza.
W 1975 powstał przy uczelni Uczelniany Zespół Pieśni i Tańca, później przemianowany na Zespół Pieśni i Tańca Uniwersytetu Rzeszowskiego „Resovia Saltans”.

## Rektorzy

### Prorektorzy ds. rzeszowskiego Studium Terenowego z ramienia WSP w Krakowie
- Franciszek Persowski (1963–1964)[4]
- Antoni Woźniacki (1964–1965)[4]

### Rektorzy WSP w Rzeszowie
- Antoni Woźniacki (1965–1975)[5]
- Daniel Markowski (1975–1980)[6]
- Józef Lipiec (1980–1986)[7]
- Marian Bobran (1987–1990)
- Kazimierz Zbigniew Sowa (1990–1996)
- Włodzimierz Bonusiak (1996–2001)